# جودادي
جودادي (بالإنجليزية: GoDaddy) هي شركة أمريكية مختصة في تسجيل أسماء النطاقات بالإضافة إلى خدمات استضافة الويب يقع مقرها الرئيسي في تمبي. في نهاية عام 2022، وصل عدد مستخدمي الموقع المسجلين ما يقارب الـ21 مليون مستخدم، كما وصل عدد موظفي الشركة حول العالم ما يقارب الـ3900 موظف. حصلت الشركة على شهرتها بسبب إعلاناتها على التلفاز والجرائد ووسائل التواصل الاجتماعي والإنترنت. بالإضافة إلى الخدمات السابقة، تقدم جودادي العديد من الخدمات الأخرى ذات الصلة بالمواقع الإلكترونية، كأداة بناء المواقع وأدوات متخصصة في إنشاء الشعارات وأدوات تحرير الفيديو وغيرها من الأدوات.
في عام 2010، وصلت إلى أسماء النطاقات أكثر من 45 مليون تحت إدارة. جودادي أو هي حاليا أكبر شركة في ICANN المعتمدين المسجل في العالم، وأربعة أضعاف حجم أقرب منافسيها.
بدأت جودادي أو الإعلان في السوبر بول في عام 2005. ومنذ ذلك الحين، توسعت الشركة لتشمل تسويق الرعايات الرياضية
وأكد جودادي أو جودادي أو رفعها لطرح عام أولي في عام 2006، ولكنها ألغت في وقت لاحق، وذلك بسبب «عدم اليقين في السوق» في عام 2011، أن KKR، سيلفر ليك بارتنرز والمشاريع كروس التكنولوجيا قد أغلقت صفقة الأسهم الخاصة.

## تاريخ
تأسست في عام 1997 كما جودادي أو تقنيات جوماكس بواسطة بوب بارسونز، من مشاة البحرية الأمريكية السابقة. كان قد باع سابقا له المالية شركة خدمات البرمجيات، وبارسونز التكنولوجيا، وشركة ليستشعر في منتصف التسعينات، وبالنسبة للملايين من الدولارات وأخذ تقاعد مبكر جدا. تغيير جوماكس شركة اسمها إلى جودادي أو في عام 1999 عندما قامت مجموعة من الموظفين والعصف الذهني على اسم أكثر لا تنسى من تقنيات جوماكس. قال احدهم: «كيف حول بيج دادي؟» وكشف فحص سريع انه تم اتخاذ هذا المجال الإنترنت بهذا الاسم. ثم قال بارسونز: «كيف حول جودادي أو؟» كان الاسم متاح، حتى انه اشتراها. الرئيس التنفيذي ومؤسس شركة بارسونز بوب تنص على الشركة عالقة مع اسم لأنه جعل الناس تبتسم وتذكرها.
وقد نمت جودادي أو أن تصبح أكبر شركة في (ICANN) المعتمدين المسجل على شبكة الإنترنت. في عام 2001، وكان قريبا جودادي أو بعد حلول الشبكة لم يعد المكان الوحيد لتسجيل نطاق، تقريبا نفس حجم دوتستر المنافسين وإينوم. في نيسان 2005، تجاوزه حلول الشبكة في حصتها في السوق من حيث أسماء النطاقات مجموع المسجلين.
في عام 2002، دعوى قضائية ضد جودادي أو فيريساين للمجال الابعاد، ومرة أخرى في عام 2003 بسبب موقعها خدمة الباحث. تسببت هذه الدعوى الأخيرة الجدل الدائر حول دور فيريساين باعتبارها معيل الوحيد للCOM. و. صافي نطاقات المستوى الأعلى. اغلاق فيريساين أسفل الباحث عن الموقع بعد تلقي رسالة من ICANN تأمرها الامتثال لطلب لتعطيل هذه الخدمة. في عام 2006، رفعت دعوى قضائية من قبل جودادي أو ويب لانتهاك براءات الاختراع.
في عامي 2007 و 2008، سعى الشركة لصالح تشريع من شأنه أن شن حملة على الصيدليات على الإنترنت عديمي الضمير ومستغلي الأطفال.
في مارس 2010، وتوقفت جودادي أو تسجيل. المجالات CN (الصين) وذلك بسبب ارتفاع كمية المعلومات الشخصية التي يتم المطلوبة للتسجيل في هذا البلد. ودعا بعض أنها حملة علاقات عامة، لأنها تتابع عن كثب ثورة جوجل في الصين.
اعتبارا من ديسمبر 2011، وكان بوب بارسونز تخلت عن دور الرئيس التنفيذي لشركة جودادي أو إلى أدلمان وارن، الذي كان مع الشركة لنحو 10 عاما قبل اتخاذ له هذا الدور.

## الجوائز
في عام 2012، تم الاعتراف بجودادي أو ك «أفضل الشركات على العمل من اجل» فورتشن 100 تشريف. وقد تم اختيار جودادي أو لفوائدها المعلقة، واكراميات فريدة من نوعها، والتنوع وشركة جودادي أو الصداقة الحميمة هي الشركة الوحيدة ومقرها في ولاية أريزونا ليكون في المرتبة على لائحة 2012 المرموقة.
في عام 2012، تم تكريم جودادي أو مع جائزة ستيفي الذهبية ل «إدارة خدمة العملاء لهذا العام في خدمات الكمبيوتر.»
في عام 2012، وكان جودادي أو اختير ك «أفضل مسجل» في مجال مسح سلك اسم السنوي، مدعيا 43 في المئة من الأصوات.
تم تكريم جودادي أو باعتبارها واحدة من أفضل الأماكن للأعمال فينيكس مجلة للعمل في وادي لسنة الثامنة على التوالي. في عام 2011، في المرتبة الرابعة جودادي أو بين الشركات كبيرة الحجم اضافية.
كما تم تكريم جودادي أو أريزونا، وأيوا، ومكاتب دنفر مع جائزة ألفريد سلون P. 2011 لتميز الأعمال في المرونة في مكان العمل. باعتباره المستفيد جودادي أو صفوف، في أعلى 20 في المائة.
في عام 2011، تلقى جودادي أو ثلاث جوائز في مسابقة ماركوم الدولية، وتلقى اعتراف الصناعة لإبداعها في حملة 2011 سوبر السلطانية، وطرح المنتج. أول أكسيد الكربون وجودادي أو على العطاء القصة. [29]
في عام 2011، في المرتبة جودادي أو في شركة «المؤتمر الوطني العراقي. مجلة 500/5000» قائمة للسنة الثامنة على التوالي. هذه هي قائمة الشركات الأسرع نموا في البلاد التي يملكها القطاع الخاص.
انتقل تلقى X.CO الأب في أول جائزة بولبي من أي وقت مضى في حفل توزيع جوائز بولبي الافتتاحية لأفضل استخدام للمجال حرف واحد.
في عام 2011، كما تم تكريم جودادي أو أفضل فريق الأمن من قبل مجلة SC. وتم تنظيم حفل توزيع جوائز مجلة SC لتكريم المهنيين والشركات والمنتجات التي تساعد على صد عدد لا يحصى من التهديدات الأمنية واجهت في عالم اليوم للشركات. وكان جودادي أو أيضا في الدور النهائي عام 2012.

## عمليات الاستحواذ
- في يوليو 2012 ، أعلنت شركة جودادي أنها ستستحوذ على Outright مقابل مبلغ لم يكشف عنه.[10]
- في أغسطس 2013 ، أعلنت GoDaddy أنها ستستحوذ على Locu مقابل 70 مليون دولار.[11]
- في سبتمبر 2013 ، استحوذ GoDaddy على سوق المجال Afternic من NameMedia. واستحوذ GoDaddy أيضًا على خدمة ركن المجال SmartName ومنشئ الاسم التجاري NameFind.[12]
- في 15 أكتوبر 2013 ، استحوذت GoDaddy على مزود خدمة استضافة الويب Media Temple. وفي رسالة إخبارية تم إرسالها إلى عملائها، قالت شركة Media Temple إنها «ستواصل العمل كشركة مستقلة ومستقلة».[13]
- في يوليو 2014 ، استحوذ GoDaddy على Canary ، وهي خدمة تقويم ذكي صغيرة مقرها كامبريدج.[14]
- في 20 أغسطس 2014 ، استحوذت GoDaddy على Mad Mimi ، وهي خدمة تسويق عبر البريد الإلكتروني مقرها بروكلين[15]
- في أبريل 2015 ، استحوذت GoDaddy على Elto ، 'وهي شركة ناشئة مقرها سان فرانسيسكو كانت تقدم سوقًا ساعدت في ربط أصحاب الأعمال وغيرهم من الأشخاص غير التقنيين بمطوري الويب الذين يمكنهم مساعدتهم في إنشاء وتحسين وجودهم على الويب.' [16]
- في أبريل 2015 ونوفمبر 2015 ، استحوذت GoDaddy على محافظ نطاقات Marchex و Worldwide Media ، على التوالي.
- في 17 مايو 2016 ، استحوذت GoDaddy على FreedomVoice مقابل 42 مليون دولار نقدًا.[17] FreedomVoice هو مزود لأنظمة الهاتف عبر بروتوكول الإنترنت القائمة على السحابة في جميع أنحاء الولايات المتحدة.
- في 6 سبتمبر 2016 ، استحوذت GoDaddy على ManageWP.
- في 6 ديسمبر 2016 ، أعلنت GoDaddy استحواذها على Host Europe Group.[18]
- في 22 مارس 2017 ، استحوذت GoDaddy على Sucuri
- في 23 يناير 2018 ، استحوذت GoDaddy على Main Street Hub.[19]
- في 24 سبتمبر 2018 ، استحوذت GoDaddy على Plasso.[20]
- في 25 سبتمبر 2018 ، استحوذت GoDaddy على Cognate.
- في 10 أبريل 2019 ، استحوذت GoDaddy على شركة Sellbrite.[21]
- في 6 ديسمبر 2019 ، أعلنت GoDaddy عن تكاملها مع WooCommerce
- في 29 يناير 2020 ، أعلنت GoDaddy عن اتفاقية للاستحواذ على Over.[22]
- في 11 فبراير 2020 ، أعلنت GoDaddy عن اتفاقية للاستحواذ على أجزاء من Uniregistry ، وهي شركة تسجيل نطاقات مقرها جزر كايمان.[23]
- في 6 أبريل 2020 ، استحوذت GoDaddy على شركة خدمة تسجيل اسم المجال الخاصة بـ Neustar وأعادت تسميتها GoDaddy Registry.[24]

## البنية تحتية
في عام 2013 ، تم الإبلاغ عن GoDaddy كأكبر مسجل معتمد من ICANN في العالم، بحجم أربعة أضعاف أقرب منافس لهم. لديهم أيضًا منشأة تبلغ مساحتها 270 ألف قدم مربع (25000 متر مربع) في فينيكس، أريزونا.

## الخدمات
لدى شركة جودادي الكثير من الأدوات اللازمة لتقديم خدمات مختلفة لعملائها. مثل مزاد جودادي، وهو سوق النطاقات الخاص ب جودادي، حيث يمكن المستخدمين من سرد أسماء النطاقات الخاصة بهم للبيع أو محاولة الشراء من غيرها عبر هذا المزاد. كما يسرد جودادي مزادات أسماء النطاقات منتهية الصلاحية من المسجلين الآخرين، لذلك الآلاف من أسماء النطاقات ذات الصلاحية المنتهية ترتفع للمزادات ويتم بيعها كل يوم على مزادات جودادي. تذهب أسماء النطاقات المنتهية الصلاحية مباشرة إلى حساب جودادي الخاص بالمالك الجديد قبل انتهاء صلاحيتها. خدمة أخرى هي GoValue ، وهو نوع من أدوات تقييم النطاق، ويبين متوسط قيمة أي اسم مجال معين. وهو يحسب القيمة مع خوارزمية التي تقيم التمديد، الكلمة الرئيسية، المجالات القابلة للمقارنة التي تباع، وربما بعض البيانات الأخرى.

## التسويق

### الرعاية الرياضية
بدأت شركة جودادي الإعلان في Super Bowl في عام 2005. ومنذ ذلك الحين، وسعت الشركة نطاق تسويقها ليشمل الرعاية الرياضية.
أيضًا، كان GoDaddy الراعي المشارك لكأس العالم للكريكيت2019 ICC الذي استضافته إنجلترا وويلز.

### إندي كار
في عامي 2009 و 2010، أعلن GoDaddy رعاية إنديانابوليس 500.
بالنسبة لسباق لاس فيجاس في عام 2011 ، ابتكرت GoDaddy عرضًا ترويجيًا حيث كان السائق دان ويلدون سيحصل على 2.5 مليون دولار لكل من نفسه ومشجع آن بابينكو إذا فاز بالسباق، بدءًا من المركز الأخير. أدى تراكم 15 سيارة، 11 لفة في السباق، إلى إصابة أربعة سائقين وقتل ويلدون.

## الخلافات

### حذف FamilyAlbum.com
في 19 ديسمبر 2006، تلقت GoDaddy شكوى من طرف ثالث تفيد بان معلومات الاتصال لمجال FamilyAlbum.com غير صالحة في قاعدة بيانات WHOIS .

### تنفيذ سياسة 'تعتيم DNS' الانتقائي
في يوليو 2011، قامت جودادي بتفيذ سياسة حظر استعلامات DNS (بالإنجليزية blocking DNS queries) مع بعض خوادم DNS الخارجية، من أجل منع استعلامات DNS الصادره من المواقع الخارجية والذي جعل الاستعلامات تكون بطيئة للغاية. من بين أمور أخرى، يمنع هذا بعض برامج الروبوت من زيارة مواقع الويب، مما يجبر بعض محركات البحث على استبعاد المجالات المستضافة علي جودادي.
مع هذه السياسة، فإنهم يختارون السماح بخوادم DNS الخاصة بهم بأن تكون غير متوفرة (مما يعني أن خوادمهم غير قادرة على التعامل مع حملهم العادي بأمان). لمنع بطء DNS ، والذي من شأنه أن يولد شكاوى بسرعة الموقع، قرروا حظر 100٪ من الحزم من خوادم DNS المختارة يدويًا بناءً على الحجم والرؤية. هذا يقلل من الحمل إلى حد ما. تؤثر هذه السياسة أيضًا على تصنيف محركات البحث للعديد من عملاء جودادي الذين لديهم نطاقات متعددة مع مسجلين مختلفين.
رفضت جودادي التعليق على هذه السياسة أو التصوير بأن خوادمهم لا يمكنها التعامل مع الحمل أو أنها تعطي الأفضلية لعملائها من المستوى البلاتيني في البداية. كما تدخلت في المشاريع التي تجمع إحصاءات الإنترنت.
في سبتمبر 2011، أصدر جودادي بيانًا رسميًا من Rich Merdinger ، وهو الآن نائب رئيس المجالات في جودادي ، وادعى أن هذه السياسة لحماية خصوصية مستخدمي جودادي، وأنهم يضمنون الوصول إلى سجلات DNS بشكل صحيح وعدم حصادها للاستخدامات غير المقصودة.

### حقوق الحيوان

#### إطلاق النار على الفيل
في عام 2011، اشتكت مجموعات حقوق الحيوان بما في ذلك منظمة بيتا  عندما قام بارسونز (Bob Parsons) بتصوير مقطع فيديو يظهر فيه بوب بارسونز وهو يطلق النار ويقتل فيلًا ليلاً في زيمبابوي ونُشر المقطع على مدونته الشخصية.وبسبب هذا المقطع قالت بيتا إنها ستغلق حسابها مع GoDaddy.

#### اعلان Super Bowl XLIX Puppy
في 27 يناير 2015، أصدرت قناة GoDaddy إعلان سوبر بول على YouTube. يُطلق على الإعلان اسم `` Journey Home '' ، وقد ظهر في الإعلان الجرو المسترد المسمى Buddy الذي تم ارتدها من الجزء الخلفي من شاحنة. بعد القيام برحلة إلى المنزل، بعد شعور أصحابه بالارتياح لأنهم باعوه للتو على موقع ويب أنشأوه باستخدام GoDaddy. تقول GoDaddy أن الإعلان كان من المفترض أن يكون مضحكًا ومحاولة للسخرية من كل الجراء المعروضة في إعلانات Super Bowl. والجدير بالذكر أن إعلان Super Bowl الشهير لبدويايزر (Budweiser) اظهر أيضًا جرو المسترد. وجد الإعلان عددًا قليلاً جدًا من المعجبين من مجتمع الإنترنت.وقام المدافعون عن حقوق الحيوان علي سائل التواصل الاجتماعي بوصف الإعلان بأنه مثير للاشمئزاز، وقاس، وقد جمعت عريضة عبر الإنترنت تحتوي علي 42000 توقيع. وبعد هذا الهجوم تم إدراج جميع الإعلانات كـ «خاصة» على قناتهم على YouTube.
كتب المدير التنفيذي لشركة GoDaddy ، Blake Irving ، على مدونته "في نهاية اليوم، هدفنا في GoDaddy هو مساعدة الشركات الصغيرة في جميع أنحاء العالم على بناء وجود ناجح عبر الإنترنت. كنا نأمل أن يؤدي إعلاننا إلى زيادة الوعي بهذه القضية. ومع ذلك، قللنا من تقدير الاستجابة العاطفية. وسمعنا ذلك بصوت عالٍ وواضح. وواكمال ليقول إن الكلب Buddy تم شراؤه بواسطة مربي حسن السمعة وهو الآن جزء من عائلة GoDaddy

### ايقاف تسجيل مجالات الصين
في مارس 2010 ، توقف جودادي عن تسجيل نطاقات .cn (الصين) نظرًا للكم الهائل من المعلومات الشخصية المطلوبة للتسجيل في هذا البلد. وقالت كريستين جونز، كبيرة محامي جودادي، للكونغرس: «كنا نُضطر إلى الاتصال بالمستخدمين الصينيين لطلب معلوماتهم الشخصية وإعطائها على مضض إلى السلطات الصينية. قررنا أننا لا نريد أن نصبح عميلاً للحكومة الصينية».

### انقطاع الخدمة
في 10 سبتمبر 2012، أدى فشل كبير في شبكة الاتصال بسبب تلف جداول التوجيه إلى انقطاع نظام أسماء النطاقات بشكل متقطع مما أثر على الملايين من مواقع العملاء لمدة 4.5 ساعه. ونسبت التقارير الأولية ذلك إلى هجوم ما يعرف ب هجوم DDOS. واعترض Wagner على هذا الادعاء. الذي ذكر أن الحادث كان بسبب أخطاء داخلية أدت إلى تلف جداول البيانات. وقالت GoDaddy في وقت لاحق في اعتذار بالبريد الإلكتروني لعملائها في 14 سبتمبر 2012، أن انقطاع كان بسبب تلف جداول التوجيه، مع تاكيد المؤشرات التي تشير إلى أن الملايين من المواقع على شبكة الإنترنت والبريد الإلكتروني قد تأثرت.

### دعوى Verisign
في عام 2002، رفعت GoDaddy دعوى قضائية ضد VeriSign لانتقاد المجال (domain slamming)  ومرة أخرى في عام 2003 بسبب خدمة Site Finder. تسببت هذه الدعوى الأخيرة في جدل حول دور VeriSign بصفتها المشرف الوحيد لنطاقات المستوى الأعلى com. وnet. قامت VeriSign بإغلاق خدمه Site Finder بعد تلقي خطاب من ICANN يأمرها بالامتثال لطلب تعطيل الخدمة. في عام 2006 ، تم رفع دعوى قضائية ضد GoDaddy بواسطة Web.com لانتهاك براءات الاختراع.

### المجالات الفرعية الاحتيالية
في أبريل 2019 ، قامت GoDaddy بإزالة أكثر من 15000 موقع يعمل علي مسار فرعي (sub-domains) احتيالي بعد أن اكتشف جيف وايت، الباحث في الأمن السيبراني في فريق معلومات التهديدات بالوحدة 42 في بالو ألتو نتووركس (Palo Alto Networks)، عملية احتيال واسعة النطاق حيث كان المجرمون يبيعون منتجات، مثل حبوب إنقاص الوزن، من خلال برنامج تسويق تابع يستخدم مواقع الويب المخترقة لإضفاء الشرعية على منتجاتهم وخدماتهم.
تم عرض المنتجات والخدمات أيضًا لتأييدها من قبل المشاهير، مثل ستيفن هوكينج وجنيفر لوبيز وجوين ستيفاني، على الرغم من أنه لا يعتقد أن أيًا منهم شارك في هذه الأنشطة.

### الخروقات الامنية
في 19 أكتوبر 2019، واجه GoDaddy خرقًا أمنيًا أثر على حسابات استضافة 28000 عميل. استمر الاختراق لمدة ستة أشهر قبل أن يكتشفه فريق الأمن بالشركة في 23 أبريل 2020. وقد تم الاختراق من خلال استخدام SSH تم تغييره واستهداف معلومات استضافات العملاء، مما أدى إلى اختراق أسماء المستخدمين وكلمات المرور للحسابات الخاصة بهم .

### كتائب حزب الله
في تشرين الأول (أكتوبر) 2020، صادرت وزارة العدل الأمريكية المواقع الدعائية لكتائب حزب الله التي تستضيفها GoDaddy. المواقع المصادرة، Aletejahtv.com و kataibhezallah.com ، تم استغلالها بشكل غير قانوني من قبل الجماعة الإرهابية لتجنيد أعضاء جدد والترويج للدعاية المتطرفة. وقد دعا عدد من مجموعات مكافحة الإرهاب، بما في ذلك مشروع مكافحة التطرف (CEP) سابقًا GoDaddy إلى التوقف عن تقديم خدمات تسجيل النطاقات لهذه الأطراف. ذكر ديفيد إبسن، المدير التنفيذي لـ CEP علنًا أن شركات البنية التحتية للإنترنت يمكن أن تلعب دورًا مهمًا في منع انتشار وتسهيل الإرهاب عبر الإنترنت. جاء أحد الأمثلة من Voxility مزود البنية التحتية كخدمة، عندما توقفت عن تقديم الخدمات إلى BitMitigate المملوكة لشركة Epik في أغسطس 2019.

### خلافات اخري
ادعى مسجل أسماء المجالات المنافس شركه NameCheap أن GoDaddy كان ينتهك قواعد ICANN من خلال تقديم معلومات غير كاملة من أجل إعاقة عمليه النقل لأسماء النطاقات من GoDaddy إلى NameCheap ،  وهو اتهام رفضه GoDaddy ، مدعيًا أنه كان يتبع أعماله القياسية الممارسة لمنع إساءة استخدام WHOIS.و لا يزال GoDaddy يحافظ على السياسة الصارمة لمدة 60 يومًا في عمليات نقل النطاق بين المسجلين، إذا كان هناك تغيير في معلومات المسجل. يقدم العديد من المسجلين الآخرين خيارًا لعملائهم لإلغاء قفل 60 يومًا هذا وفقًا لسياسة ICANN التي تنص على: "يجب على المسجل فرض قفل نقل بين أمناء السجلات لمدة 60 يومًا بعد تغيير المسجل، بشرط، مع ذلك، أنه يجوز للمسجل السماح لحامل الاسم المسجل بإلغاء قفل النقل بين أمناء السجلات لمدة 60 يومًا قبل أي طلب لتغيير المسجل '.
في هذا الوقت، يسمح GoDaddy للعملاء الذين يقومون بتحديث معلومات الاتصال الخاصة بنطاقهم بإلغاء الاشتراك في تأمين 60 يومًا عند التحقق.

## الاكتتاب العام والأسهم الخاصة
في 12 أبريل 2006 ، أفاد موقع Marketwatch أن شركه GoDaddy ، استأجرت بنك ليمان براذرز (Lehman Brothers) لإدارة عرض أولي للأسهم يمكن أن يجمع أكثر من 100 مليون دولار أمريكي. وفي 12 مايو 2006 ، قدمت شركة GoDaddy بيان تسجيل (S-1) قبل طرح عام أولي. وفي 8 أغسطس 2006 ، أعلن بوب بارسونز (Bob Parsons) أنه سحب ملف الاكتتاب العام للشركة  بسبب «شكوك السوق».
في سبتمبر 2010 ، عرضت شركة GoDaddy نفسها للمزاد مرة اخري .ولكن ألغت GoDaddy المزاد بعد عدة أسابيع، وعلى الرغم من التقارير التي تفيد بأن العطاءات تجاوزت السعر المطلوب من 1.5 مليار دولار إلى 2 مليار دولار. في 24 يونيو 2011 ، ذكرت صحيفة وول ستريت جورنال أن شركات الأسهم الخاصة KKR (Kohlberg Kravis Roberts) و Silver Lake Partners ، جنبًا إلى جنب مع مستثمر ثالث، كانت على وشك اتمام صفقة لشراء الشركة مقابل ما بين 2 إلى 2.5 مليار دولار. وفي 1 يوليو 2011 ، أكدت GoDaddy أن KKR و Silver Lake Partners و Technology Crossover Ventures قد أغلقوا الصفقة. على الرغم من عدم الإعلان عن سعر الشراء رسميًا، إلا أنه تم الإبلاغ عن أنه 2.25 مليار دولار، لـ 65٪ من الشركة.
اعتبارًا من ديسمبر 2011 ، تنحى بوب بارسونز عن منصب الرئيس التنفيذي. على الرغم من أنه سيبقى في مجلس الإدارة
في يونيو 2014 ، قدمت GoDaddy مرة أخرى اكتتابًا عامًا أوليًا بقيمة 100 مليون دولار مع هيئة الأوراق المالية والبورصات الأمريكية. أعطى الإيداع نظرة داخلية على مالية GoDaddy وأظهر أن الشركة لم تحقق ربحًا منذ عام 2009 ومنذ عام 2012 تعرضت لخسارة إجمالية قدرها 531 مليون دولار. إلى جانب إعلان الاكتتاب العام، وأعلن بوب بارسونز مؤسس GoDaddy أنه سيتنحى عن منصب الرئيس التنفيذي على الرغم من أنه سيبقى في مجلس الإدارة.
انضم الرئيس التنفيذي بليك إرفينغ (Blake Irving) إلى GoDaddy في 6 يناير 2013 وشغل منصب الرئيس التنفيذي قبل تقاعده في 31 ديسمبر 2017. في 1 أبريل 2015 ، كان لدى GoDaddy اكتتاب عام أولي ناجح في بورصة نيويورك، حيث ارتفع السهم بنسبة 30 ٪ في اليوم الأول من التداول.
تم تعيين سكوت دبليو واجنر (Scott W. Wagner) (والرئيس التنفيذي السابق للعمليات والرئيس المالي لشركة GoDaddy) في منصب الرئيس التنفيذي في 31 ديسمبر 2017. حل الرئيس التنفيذي المعين حديثًا أمان بوتاني (Aman Bhutani) محل الرئيس التنفيذي السابق سكوت دبليو واجنر وتولى مهام منصبه اعتبارًا من 4 سبتمبر 2019.

## وصلات خارجية
- الموقع الرسمي